# Ne daj se, Floki (televizijska serija)
Ne daj se, Floki, hrvatska televizijska serija snimljena 1985. godine. Radnja se događa u novosagrađenom stambenom naselju Špansko, kad su taj kvart nazivali krajem svijeta, a prati psa lutalicu - Flokija u potrazi za novim gazdom. Uvodnu pjesmu serije otpjevao je Stjepan Jimmy Stanić.

## Uloge

### Glavna glumačka postava
- Mario Vuk kao Jura
- Pero Kvrgić kao Floki (glas)
- Mladen Crnobrnja kao tata
- Jagoda Kralj kao mama
- Zvonimir Torjanac kao djed
- Franjo Majetić kao susjed Franjo
- Zdenka Heršak kao susjeda Elza
- Zoran Pokupec kao pjesnik
- Otokar Levaj kao susjed Dragec
- Mirjana Pičuljan kao susjeda Reza
- Tošo Jelić kao Đuro
- Tomislav Gotovac kao susjed Grašo
- Nenad Flajhar kao Grašin sin #1
- Roman Čuljat kao Grašin sin #2
- Tomislav Ivković kao Grašin sin #3